# Junkerkölens naturreservat
Junkerkölens naturreservat är ett naturreservat i Bodens kommun i Norrbottens län.
Området är naturskyddat sedan 2024 och är 227 hektar stort. Reservatet ligger väster om Boden och består av barrskog och Mjövattenbäcken med Költjärnen omgiven av våtmark i öster.